# العريف الاسفل (الرجم)

تعديل مصدري - تعديل

العريف الاسفل هي إحدى قرى عزلة غالب ربيعي بمديرية الرجم التابعة لمحافظة المحويت، بلغ تعداد سكانها 538 نسمة حسب تعداد اليمن لعام 2004.